# Siphocampylus bullatus
Siphocampylus bullatus är en klockväxtart som beskrevs av Mcvaugh. Siphocampylus bullatus ingår i släktet Siphocampylus och familjen klockväxter.
Artens utbredningsområde är Colombia. Inga underarter finns listade i Catalogue of Life.